# Mehika (kratka proza)

Mehika (COBISS) je zbirka kratke proze Uroša Kalčiča, izšla je leta 1979 pri Mladinski knjigi. 

## Vsebina
Knjiga vsebuje devet novel, v svoji inovaciji je najbližje poetiki, saj celota razpada na posamezne stavke in odstavke. Jezikovno sporočilo se izgublja v magičnosti jezika. zunaj jezikovna substanca izginja in jezik postaja edini pravi junak literarnega dela. Kar je prisotno v poeziji, se tu seli v prozo. V delu ni več razvidne ali logične fabule, ni junaka, ni prostora, razpada tudi časovna logika. Avtor nas vodi iz enega haluciniranega prostora v drugega, po volji, ki ni več zavezana tekstu, ampak volji avtorjeve asociacije. Bralec ne more razbrati konteksta. Vsak zasnutek zgodbe ali junaka se namreč kmalu podre in blokira, tako da nikoli nima zgodovine, na kateri bi se lahko razvidno zgradil. 